# Carlos Bacca
Carlos Arturo Bacca Ahumad (phát âm tiếng Tây Ban Nha: [karlos βaka], sinh ngày 8 tháng 9 năm 1986) là một cầu thủ bóng đá chuyên nghiệp người Colombia, chơi ở vị trí tiền đạo cho câu lạc bộ Tây Ban Nha Granada.

## Sự nghiệp CLB

### Atlético Junior
Bacca bắt đầu sự nghiệp của mình với Atlético Junior năm 2006, nơi anh không có nhiều cơ hội để chơi bóng. Trong khi chơi bóng, Bacca đã có một công việc thứ hai là một trợ lý lái xe buýt, để kiếm được nhiều tiền hơn khi xuất thân từ gia đình nghèo. Sau anh được cho mượn tại Barranquilla năm 2007, Bacca đã có 27 lần ra sân và ghi 12 bàn. Sau đó, anh gia nhập Minervén S.C. của Venezuela với điều khoản cho mượn trong một mùa giải. Bacca là cầu thủ ghi nhiều bàn thắng nhất với 14 bàn trong 19 trận đấu.

### Club Brugge
Vào đầu năm 2012, Bacca đã ký hợp đồng cho câu lạc bộ Club Brugge KV ở Bỉ, hợp đồng ba năm trị giá 1,5 triệu Euro cho các điều khoản lương và tiền thưởng của anh. Anh tuyên bố rằng việc gia nhập Club Brugge đã hoàn thành ước mơ chơi bóng ở châu Âu của anh.
Vào tháng 1 năm 2013, khi ghi được 18 bàn cho đội bóng, Bacca đã yêu cầu được ra đi. Một số câu lạc bộ khắp châu Âu thể hiện sự quan tâm đến Bacca. Tuy nhiên, trong một diễn biến bất ngờ hai tuần sau đó, Bacca đã ký một hợp đồng mới ràng buộc anh ở lại câu lạc bộ cho đến năm 2016.

### Sevilla
Vào ngày 9 tháng 7 năm 2013, câu lạc bộ Tây Ban Nha, Sevilla F.C. đã ký kết hợp đồng với Bacca với giá 7 triệu Euro với bản hợp đồng 5 năm cùng điều khoản mua lại 30 triệu Euro. Anh ghi bàn thắng đầu tiên cho câu lạc bộ vào ngày 1 tháng 8 trong trận thắng 3-0 trên sân nhà trước Mladost Podgorica cho vòng loại thứ ba của UEFA Europa League mùa giải 2013-14. Vào trận chung kết ngày 14 tháng 5 cùng mùa giải, anh đã góp công lớn trong loạt đá luân lưu giúp Sevilla đánh bại Benfica để giành chức vô địch Europa League.
Ngày 30 tháng 9 năm 2014, Bacca đã ký gia hạn hợp đồng với Sevilla, anh sẽ ở lại câu lạc bộ cho đến năm 2018. Sau đó anh ghi được 7 bàn thắng tại châu Âu giýp câu lạc bộ giữ ngôi vương Europa League mùa giải 2014-15, bao gồm cả hai bàn trong trận chung kết với chiến thắng 3-2 trước Dnipro Dnipropetrovsk của Ukraina, do đó đủ điều kiện đưa đội bóng tham dự Champions League mùa tới.

### AC Milan
Vào ngày 2 tháng 7 năm 2015, câu lạc bộ Serie A, AC Milan đã công bố việc ký kết hợp đồng với Bacca sau khi đã kích hoạt điều khoản mua lại của anh với giá 30 triệu Euro. Vào ngày 21 tháng 8 năm 2016, anh ghi hat-trick đầu tiên của mình cho Milan trước Torino trong chiến thắng 3-2 tại sân San Siro.

## Sự nghiệp quốc tế
Bacca ghi bàn thắng đầu tiên của mình cho đội tuyển quốc gia trong trận ra mắt vào ngày 11 tháng 8 năm 2010, khi Colombia gặp Bolivia tại sân Hernando Siles ở La Paz, trận đấu kết thúc bằng trận hoà 1-1. Hơn hai năm sau đó, anh ghi bàn thứ hai trong chiến thắng 3-0 trước Cameroon vào ngày 17 tháng 10 năm 2012.
Vào ngày 31 tháng 5 năm 2014, Bacca ghi bàn để đưa Colombia dẫn trước 2-0 trước Senegal, nhưng trận đấu kết thúc với tỷ số hòa 2-2. Bacca đã được chọn vào danh sách 23 người cuối cùng của tuyển Colombia tại World Cup 2014 ở Brazil chưa đầy một tuần sau đó.
Ngày 25 tháng 6 năm 2016, Bacca đã ghi bàn thắng trong trận đấu giữa Colombia gặp Mỹ với chiến thắng 1-0 tại trận tranh hạng ba của Copa América Centenario.
Sau World Cup 2018, Carlos Bacca giã từ đội tuyển quốc gia sau 8 năm gắn bó, tổng cộng anh đã thi đấu 52 trận và ghi được 16 bàn thắng.

## Thống kê sự nghiệp

### Câu lạc bộ
Tính đến 27 tháng 5 năm 2021
| Câu lạc bộ          | Mùa giải            | Giải đấu            | Giải đấu | Giải đấu | Cúp quốc gia | Cúp quốc gia | Châu lục | Châu lục | Khác | Khác | Tổng cộng | Tổng cộng |
| Câu lạc bộ          | Mùa giải            | Hạng                | Trận     | Bàn      | Trận         | Bàn          | Trận     | Bàn      | Trận | Bàn  | Trận      | Bàn       |
| ------------------- | ------------------- | ------------------- | -------- | -------- | ------------ | ------------ | -------- | -------- | ---- | ---- | --------- | --------- |
| Barranquilla (mượn) | 2006                | Primera A           | 27       | 12       | 0            | 0            | 0        | 0        | 0    | 0    | 27        | 12        |
| Minervén (mượn)     | 2007                | Segunda División    | 29       | 12       | 0            | 0            | 0        | 0        | 0    | 0    | 29        | 12        |
| Barranquilla (mượn) | 2008                | Primera A           | 19       | 14       | 0            | 0            | 0        | 0        | 0    | 0    | 19        | 14        |
| Barranquilla (mượn) | Tổng cộng           | Tổng cộng           | 75       | 38       | 0            | 0            | 0        | 0        | 0    | 0    | 75        | 38        |
| Atlético Junior     | 2009                | Primera A           | 29       | 12       | 12           | 11           | 0        | 0        | 0    | 0    | 41        | 23        |
| Atlético Junior     | 2010                | Primera A           | 32       | 18       | 0            | 0            | 2        | 0        | 0    | 0    | 34        | 18        |
| Atlético Junior     | 2011                | Primera A           | 36       | 20       | 11           | 8            | 8        | 4        | 0    | 0    | 55        | 32        |
| Atlético Junior     | Tổng cộng           | Tổng cộng           | 97       | 50       | 23           | 19           | 10       | 4        | 0    | 0    | 130       | 73        |
| Club Brugge         | 2011–12             | Pro League          | 10       | 3        | 0            | 0            | 0        | 0        | 0    | 0    | 10        | 3         |
| Club Brugge         | 2012–13             | Pro League          | 35       | 25       | 2            | 0            | 7        | 3        | 0    | 0    | 44        | 28        |
| Club Brugge         | Tổng cộng           | Tổng cộng           | 45       | 28       | 2            | 0            | 7        | 3        | 0    | 0    | 54        | 31        |
| Sevilla             | 2013–14             | La Liga             | 35       | 14       | 1            | 0            | 16       | 7        | 0    | 0    | 52        | 21        |
| Sevilla             | 2014–15             | La Liga             | 37       | 20       | 3            | 1            | 15       | 7        | 1    | 0    | 56        | 28        |
| Sevilla             | Tổng cộng           | Tổng cộng           | 72       | 34       | 4            | 1            | 31       | 14       | 1    | 0    | 108       | 49        |
| Milan               | 2015–16             | Serie A             | 38       | 18       | 5            | 2            | 0        | 0        | 0    | 0    | 43        | 20        |
| Milan               | 2016–17             | Serie A             | 31       | 13       | 1            | 1            | 0        | 0        | 1    | 0    | 33        | 14        |
| Milan               | Tổng cộng           | Tổng cộng           | 69       | 31       | 6            | 3            | 0        | 0        | 1    | 0    | 76        | 34        |
| Villarreal          | 2017–18             | La Liga             | 35       | 15       | 3            | 1            | 6        | 2        | 0    | 0    | 44        | 18        |
| Villarreal          | 2018–19             | La Liga             | 33       | 6        | 3            | 3            | 7        | 2        | —    | —    | 43        | 11        |
| Villarreal          | 2019–20             | La Liga             | 19       | 2        | 4            | 3            | —        | —        | —    | —    | 23        | 5         |
| Villarreal          | 2020–21             | La Liga             | 23       | 5        | 3            | 1            | 9        | 3        | —    | —    | 35        | 9         |
| Villarreal          | Tổng cộng           | Tổng cộng           | 110      | 28       | 13           | 8            | 22       | 7        | —    | —    | 145       | 43        |
| Tổng cộng sự nghiệp | Tổng cộng sự nghiệp | Tổng cộng sự nghiệp | 469      | 208      | 48           | 31           | 70       | 28       | 2    | 0    | 589       | 267       |

### Quốc tế
Tính đến 16 tháng 10 năm 2018
| Colombia  | Colombia | Colombia |
| Năm       | Trận     | Bàn      |
| --------- | -------- | -------- |
| 2010      | 1        | 1        |
| 2011      | 0        | 0        |
| 2012      | 1        | 1        |
| 2013      | 6        | 0        |
| 2014      | 7        | 4        |
| 2015      | 10       | 2        |
| 2016      | 13       | 5        |
| 2017      | 5        | 1        |
| 2018      | 9        | 2        |
| Tổng cộng | 52       | 16       |

### Bàn thắng quốc tế
Bàn thắng và kết quả của Colombia được để trước.
| #   | Ngày                 | Địa điểm                                                        | Đối thủ     | Bàn thắng | Kết quả | Giải đấu                 |
| --- | -------------------- | --------------------------------------------------------------- | ----------- | --------- | ------- | ------------------------ |
| 1.  | 11 tháng 8 năm 2010  | Sân vận động Hernando Siles, La Paz, Bolivia                    | Bolivia     | 1–0       | 1–1     | Giao hữu                 |
| 2.  | 17 tháng 10 năm 2012 | Sân vận động đô thị Roberto Meléndez, Barranquilla, Colombia    | Cameroon    | 2–0       | 3–0     | Giao hữu                 |
| 3.  | 31 tháng 5 năm 2014  | Sân vận động Pedro Bidegain, Buenos Aires, Argentina            | Sénégal     | 2–0       | 2–2     | Giao hữu                 |
| 4.  | 10 tháng 10 năm 2014 | Red Bull Arena, Harrison, Hoa Kỳ                                | El Salvador | 2–0       | 3–0     | Giao hữu                 |
| 5.  | 10 tháng 10 năm 2014 | Red Bull Arena, Harrison, Hoa Kỳ                                | El Salvador | 3–0       | 3–0     | Giao hữu                 |
| 6.  | 14 tháng 11 năm 2014 | Craven Cottage, London, Anh                                     | Hoa Kỳ      | 1–1       | 2–1     | Giao hữu                 |
| 7.  | 26 tháng 3 năm 2015  | Sân vận động Quốc gia Bahrain, Riffa, Bahrain                   | Bahrain     | 1–0       | 6–0     | Giao hữu                 |
| 8.  | 8 tháng 9 năm 2015   | Red Bull Arena, Harrison, Hoa Kỳ                                | Perú        | 1–0       | 1–1     | Giao hữu                 |
| 9.  | 24 tháng 3 năm 2016  | Sân vận động Hernando Siles, La Paz, Bolivia                    | Bolivia     | 2–0       | 3–2     | Vòng loại World Cup 2018 |
| 10. | 29 tháng 3 năm 2016  | Sân vận động đô thị Roberto Meléndez, Barranquilla, Colombia    | Ecuador     | 1–0       | 3–1     | Vòng loại World Cup 2018 |
| 11. | 29 tháng 3 năm 2016  | Sân vận động đô thị Roberto Meléndez, Barranquilla, Colombia    | Ecuador     | 3–0       | 3–1     | Vòng loại World Cup 2018 |
| 12. | 7 tháng 6 năm 2016   | Rose Bowl, Pasadena, Hoa Kỳ                                     | Paraguay    | 1–0       | 2–1     | Copa América Centenario  |
| 13. | 25 tháng 6 năm 2016  | Sân vận động Đại học Phoenix, Glendale, Hoa Kỳ                  | Hoa Kỳ      | 1–0       | 1–0     | Copa América Centenario  |
| 14. | 14 tháng 11 năm 2017 | Trung tâm Thể thao Olympic Trùng Khánh, Trùng Khánh, Trung Quốc | Trung Quốc  | 2–0       | 4–0     | Giao hữu                 |
| 15. | 11 tháng 10 năm 2018 | Sân vận động Raymond James, Tampa, Hoa Kỳ                       | Hoa Kỳ      | 2–2       | 4–2     | Giao hữu                 |
| 16. | 16 tháng 10 năm 2018 | Red Bull Arena, Harrison, Hoa Kỳ                                | Costa Rica  | 1–0       | 3–1     | Giao hữu                 |